# Pyrausta subsequalis
Pyrausta subsequalis là một loài bướm đêm trong họ Crambidae.